# F7型柴油机车
F7型柴油机车是美国通用汽车电气动力分部（GM-EMD）在1940年代末推出的一款干线货运柴油机车，也是F系列柴油机车当中最畅销的车型。1949年2月至1953年12月期间，通用汽车共生产了超过3800台F7型柴油机车，其中3717台是由位于美国伊利诺伊州拉格兰奇的通用汽车电气动力分部生产，包括2285台设有司机室的A节机车和1432台无司机室的B节机车，而位于加拿大安大略省伦敦的通用汽车柴油（GMD）生产了127台，包括80台A节机车和47台B节机车。
F7型柴油机车的出现是美国铁路牵引动力内燃化的重要标志。在1940年代，柴油机车维修费用低、乘务人员少、运用寿命长、燃料经济性好的优点，在列车重量大而行车密度小的美国铁路充分显示出来，加上当时正值美国铁路近半数蒸汽机车车龄已逾三十年而需要更换，促使美国铁路在第二次世界大战结束之后全面展开内燃化改革。在1950年代，使用F7型柴油机车的铁路公司几乎遍布整个北美洲，美国国内的主要用户包括南太平洋鐵路、紐約中央鐵路、聖塔菲鐵路、巴爾的摩與俄亥俄鐵路、賓夕法尼亞鐵路、沃巴什铁路、切薩皮克與俄亥俄鐵路、德克萨斯与太平洋铁路、大西洋海岸铁路、芝加哥和西北鐵路等一级铁路公司，而美国国外的用户则包括墨西哥国家铁路、加拿大国家铁路、加拿大太平洋铁路等。
F7型柴油机车仍然沿用了F系列柴油机车的一贯结构，采用“斗牛犬”式流线型外观的整体承载结构棚式车体，机车走行部为两台布贝格B型二轴转向架。每节机车装用一台16气缸、1500马力的16-567B型二冲程柴油机，平均有效压力为每平方英寸92磅（每平方厘米6.47公斤），燃料消耗量为0.382磅/有效马力·小时（173克/有效马力·小时）。传动系统采用直—直流电传动，柴油机直接驱动一台D12B型直流发电机，发出的直流电供给四台D27B型直流牵引电动机。牵引电动机采用轴悬式驱动方式，牵引齿轮传动比为4.13（62：15）。
由于F7型柴油机车是根据干线机车的使用需要来设计，整台机车采用全宽度的流线型棚式车体，严重妨碍了从司机室向后瞭望的视野，而且当时美国铁路尚未普及双向无线电通信，因此这种机车对于编组站调车作业颇为不便。后来，通用汽车公司根据铁路公司的经验和建议，开发研制了新一代的“GP”系列柴油机车（“GP”是“General Purpose”的缩写，意为“通用”），也就是在北美洲广泛采用的干线调车机车（Road switcher），而第一款“GP”系列机车则是在1949年推出的GP7型柴油机车。